# Komet Tempel 1
Komet Tempel 1 (uradna oznaka je 9P/Tempel) je periodični komet z obhodno dobo 5,5 let. Pripada Jupitrovi družini kometov.

## Odkritje
Odkril ga je nemški astronom Ernst Wilhelm Leberecht Tempel (1821 – 1889) 3. aprila 1867, ki je delal v Marseillu. V času odkritja se je komet približal prisončju (periheliju) vsakih 5,68 let (dobil je oznaki 9P1867 G1 in 1867 II). zaporedoma so ga opazovali v letih 1873 (9P/1873 G1, 1873 I, 1873a) in 1879 (1879 III, 1879b). Pri tem se je približal tudi Jupitru in se je njegova tirnica precej spremenila in s tem tudi njegova obhodna doba.. Leta 1881 se je podaljšala obhodna doba na 6,5 let (Jupitru se je približal na 0,55 a.e.). Perihelij se je povečal za 50 milijonov km, kar je povzročilo, da je bil komet vbolj slabo viden s površine Zemlje. Posnetki iz let 1898 in 1905 niso pokazali kometa, zato so mislili, da je razpadel (glej izgubljeni komet).

### Ponovno odkritje
Komet Tempel je ponovno odkril po 13 obhodih v letu 1960 britanski astronom Brian Geoffrey Marsden (1937–2010). Napravil je natančne izračune pri katerih je upošteval tudi perturbacije, ki jih povzroča Jupiter. Marsden je odkril, da bodo naslednja približevanja Jupitru v letih 1941 in 1953 povzročila zmanjšanje obhodne dobe in razdalje perihelija. Kljub neugodnim razmeram v letu 1967 je ameriška astronomka Elizabeth Roemer posnela nekaj fotografij. Na posnetku 8. junija 1967 je opazila šibko telo z magnitudo 18 zelo blizu lege, ki jo je predvidel Marsden. Iz enega samega posnetka niso mogli določiti tirnico, zato je bilo potrebno počakati na naslednji prihod kometa.
11. januarja 1972 sta Elizabeth Roemer in L. M. Vaughn ponovno odkrila komet na Observatoriju Steward (9P/1972 A1, 1972 V, 1972a). Komet so mnogi opazovali, saj je dosegel v maju magnitudo 11. Nazadnje je bil viden 10. julija. Od takrat se je večkrat pojavil, npr. v letu 1978 (1978 II, 1977i), 1983 (1983 XI, 1982j), 1989 (1989 I, 1987e1), 1994 (1994 XIUX, 1993c), 2000, 2005 in 2011. Njegova trenutna obhodna doba pa je 5,515 let.

Komet Tempel 1 ni svetel komet. Njegova magnituda je okoli 11, kar je premalo, da bi ga videli s prostim očesom. Po meritvah, ki jih je opravil Vesoljski teleskop Hubble v vidni svetlobi je njegova velikost 14 × 4 km. Njegov albedo je samo 4%. Opazili so tudi, da se okoli svoje osi zavrti v dveh dneh.

## Jedro kometa
- velikost: 7,6×4,9 km [1][2]
- gostota 0,62 g/cm³ [3]
- masa: 7,2×1013 do 7,9×1013 kg [1][4]
- vrtilna doba: 40,7 ur [2]

## Odprava Deep Impact
4. julija 2005 so iz Nasine sonde Deep Impact izstrelili proti kometu izstrelek, ki je zadel komet. Trk izstrelka so posneli iz druge komponente sonde in pri tem so opazili močan curek prahu, ki ga je zadetek povzročil. To so opazili tudi s pomočjo daljnogledov na površini Zemlje.
Krater, ki je pri tem nastal, ima v premeru okoli 200 m in je 30 do 50 m globok. Spektrometer na sondi je zaznal prah, ki ga sestavljajo delci drobnejši od človeškega lasu. V njem so prisotni silikati, karbonati, smektit, kovinski sulfidi, amorfni ogljik in policiklični aromatični ogljikovodiki.
Komet Tempel 1 je leta 2011 obiskala ameriška vesoljska sonda Stardust kot del podaljšane odprave. Na tem obisku je posnela slike kometa s kraterjem, ki je nastal pri obisku sonde Deep Impact.